# Orthoporus capucinus
Orthoporus capucinus är en mångfotingart som först beskrevs av Carl Graf Attems 1950.  Orthoporus capucinus ingår i släktet Orthoporus och familjen Spirostreptidae. Inga underarter finns listade i Catalogue of Life.